# Семекур
Семекур (фр. Semécourt) — коммуна на северо-востоке Франции, регион Гранд-Эст (бывший Эльзас — Шампань — Арденны — Лотарингия), департамент Мозель, округ Мец, Сийон-Мозеллан. До марта 2015 года коммуна административно входила в состав упразднённого кантона Мезьер-ле-Мец (округ Мец-Кампань).

## Географическое положение

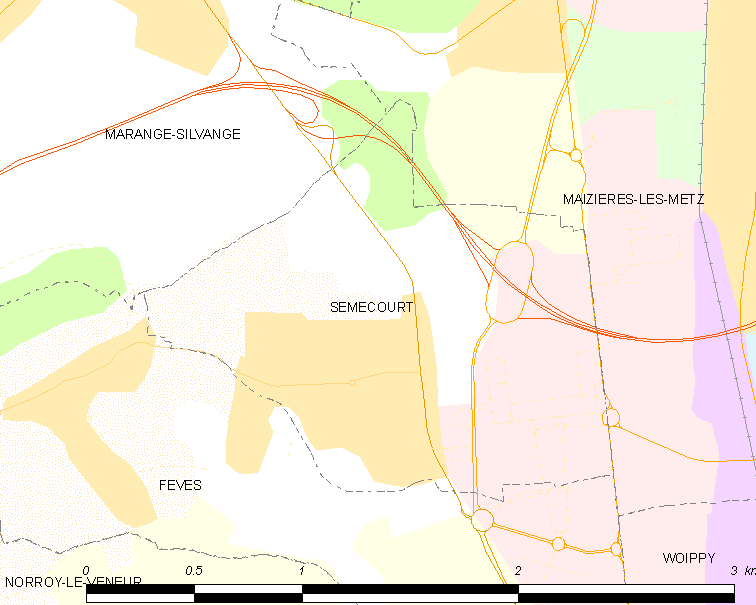
Семекур на карте Франции.

Семекур расположен в 290 км к востоку от Парижа и в 9 км к северу от Меца.

## История
- Поселение долины Меца мозельских земель.

## Демография
По переписи 2011 года в коммуне проживало 886 человек.

## Достопримечательности
- Следы бывшей римской дороги.
- Церковь Сен-Сильвестр (XX век).